# ドイツ民主共和国における検閲
ドイツ民主共和国における検閲（ドイツみんしゅきょうわこくにおけるけんえつ）では、ドイツ民主共和国（独: Deutsche Demokratische Republik, DDR、通称 東ドイツ）及び、1945年から1949年までのソ連占領区域における、メディア、芸術活動、言論を統制するために行われた検閲について解説する。

## 概要
戦勝国がソ連占領区域下で行った検閲は、戦後すぐに、非ナチ化活動の一部として受容された。ソ連占領区域の6月9日、ベルリン・カールスホルストに設置された在独ソ連軍政府（SMAD）が政権を担当し、事前検閲の厳密なシステムを導入した。
1949年憲法成立後、東ドイツは検閲機関を組織的に隠蔽し、「検閲」という概念は法律、政府公式見解、メディアから現れなくなった。憲法が革命の伝統を理由に、出版・言論の自由を公的に保証した一方で、当局は東ドイツの言論空間を統制し、誘導するべく、監視の網を張り巡らした。このような検閲機関は、ドイツ社会主義統一党（独: Sozialistische Einheitspartei Deutschlands, SED）、中央官庁、国家保安省（シュタージ）から構成された。その後、地方にも検閲機関の支部が展開された。それに加えて、好ましくない言論に対して適用できる法律も整備された。
SEDは、検閲政策を行う際に、墨塗りや発禁などによって公に摩擦が生じるのを可能な限り避けた。検閲が支援活動と見えるように工夫し、出版許可の回答を先延したり、別の言い訳（例えば紙不足）でやり過ごした。また体制順応的に活動する文化人（例えば、作家、劇場の支配人、演出家）には報酬や優遇装置（西側への旅行許可、賞や勲章、職場、その他のもろもろの特権）が与えられた。そこでは、自分が考えだした言論が支配的なイデオロギーに適しているかどうか、自分が目立ち過ぎたらどんな犠牲を払わなければならないのかを何度も思い悩む空気が生まれた。検閲は、その時々の政治的文脈に左右され、壁建設や、ハンガリー、チェコスロバキアへの軍事介入（ハンガリー動乱、プラハの春）、SED内部の権力交代などの歴史的な大事件が起こるたびに強化された。SED文化政策の目的は、芸術家と文化の組織化でもあった。東ドイツではあまり人気のない上演も、西ドイツとの競合関係を表していれば高く評価された。
ミハイル・ゴルバチョフが1985年にソ連の改革（グラスノスチとペレストロイカ）を打ち出したとき、彼は東側諸国で友好関係にある党と政府に国内の統治に対する自由裁量権を認めたが（シナトラ・ドクトリン）、SEDの体制はこれを激しく拒絶し、ソ連のメディアに検閲を実施、「東ドイツカラーの社会主義」というプロパガンダを行った。このことは東ドイツ住民たちの反感を買い、1989年から90年にかけて東ドイツは崩壊した。

## ソ連占領下
東ドイツ成立以前のソ連占領下、1945年～1949年10月のあいだ、SMADが検閲を実施した。極めて高いドイツ語力をもった大尉か少佐の赤軍（ソ連軍）広報部将校がそれぞれの地域司令部に派遣された。SEDの雑誌が、報道の表現基準（「党綱領」）を照合しながら自己検閲していたのに対して、キリスト教民主同盟（CDU）、自由民主党（LDPD）、国民民主党（NDPD）のようないわゆる衛星政党の冊子には、事前検閲が義務づけられていた。実際、編集者は、印刷に回す前から、版を司令部に提出し、印刷許可を貰わなければならなかった。
検閲組織については、「プロパガンダ及び検閲管理局」（露: управление пропаганды）があり、のちに「情報管理局」（露: управление информации）がSMADの一部として成立した。1945年から1949年9月までの局長は、セルゲイ・イヴァノヴィッチ・テュルパノフであった。それと同様の部門は、SMADの国家行政局に設置された。
1949年の東ドイツの成立によって、新聞の「同一化」と、メディア会社および印刷所の国営化が行われ、その結果、事前検閲は廃止され、より目に見えないかたちでの検閲が始まった。

## メディアの内容統制
東ドイツの最高指導者だったエーリッヒ・ホーネッカーは失脚後のインタビューで「報道機関には検閲は行われていませんでした。ラジオ・テレビも検閲を受けることなく放送を続けていました」と述べているが、それは実態を現したものではない。実際にはメディアが何を報道してよいのか、どんなことに関心を持ってよいのか、という基準は、ドイツ社会主義統一党中央委員会（独: Zentralkomitee; ZK）の政治局によって定められた。1971年以降、その政治局を率いていたのは他でもない党書記長のホーネッカーである。この部門はホーネッカー時代には宣伝担当の書記・政治局員であったヨアヒム・ヘルマンの下で、マスメディアを組織化・統制するための宣伝活動を管轄していた。統制は、毎日行われるベルリンでの会議の内容、定期的なSED新聞、声明発表などの放送を手段として行われ、さらには、東ドイツ政府の新聞担当局からの「指導」もあった。
国家「情報部」が東ベルリン市民の基準に適するかたちで「指導」を公布したように、検閲のプロセスは、ローカルな水準でも生じた。党中央部も、テレタイプを使って、話すべきテーマ、ニュース解説の論拠、見出しの作り方、ノルマ（Sollpläne）などを毎日地方メディアの編集部に送り届けて、非直接的な検閲を行った。それゆえ地方新聞の編集部では、「私の意見は、2時にベルリンから来る」という状況が普通であった。

## 文学、演劇、映画の検閲
西側とは違って、東ドイツの作家、芸術家、音楽家は、国家の高い位置にある人間から注意を受けていたことを自覚していた。文化は、SEDの体制を強化するうえで重要な役割を持ったからである。わかりやすいのは次のような演劇の例である。「政治家が演劇に望んでいるのは、新しい国家と国民のアイデンティティを作り上げるのに、積極的な役割を演じなければならないということだ」。その際、国家・党は矛盾した関心を持っていた。ベルトルト・ブレヒトのような著名人たちは、一方では、当時外交上孤立していた東ドイツのよき代弁者であったが、他方では、ブレヒトとベルリナー・アンサンブル劇団は、社会主義リアリズムの原理、つまり芸術構想の原理がもつ矛盾に長いあいだ直面することになった。よき模範と登場人物を通じて社会主義の発展を促進しなければならなかったが、党と経済への批判は避けなければならなかったからである。ブレヒトの『肝っ玉お母とその子供たち』は、高い費用をかけて映画化されたが、しかし政府は、登場人物のキャラクターを模範的なプロレタリアである人物として、東ドイツの文化政治的な枠組みで解釈し、もともとの内容と形式を変更しようとした。文化政治、映画政治の圧力は、ドラマの台本に社会主義的な思想を導入させた。
文学と同様、戯曲もまた印刷を回す前に検閲された。1956年以降、「文学・出版管理局」の後任組織である文化省「出版及びその販売事業担当局」が、印刷許可手続きを担当し、東ドイツでの検閲を中心的に行った。その業務内容は、「進歩的文学発展条例」にもとづき、紙の配給量に応じて本の印刷を許可するか禁止するのかを決定することであった。東ドイツにある78の出版社を完全に独占しており、出版社の責任者や企画にも直接介入することができた。
東ドイツの作家は、検閲を避けて作品を西側で出版するということも許可されていなかった。1966年以降、著作権管理局の同意があった場合にのみ、許可されたが、それも条件付きであった。
印刷許可の権限だけでは、特に劇場などの分野では充分に管理ができなかった。そのため、地方の役所、党組織に所属している劇場の従業員、シュタージが劇場を検査した。彼らは上演を許可された場合であっても、監視を続け、観客の反応なども具体的に分析したが、劇を頭ごなしに禁止することは避け、様々なかたちで干渉して表現を和らげさせたり、設備の問題を持ちだして上演を延期させたりした。
ローラ・ブラッドレーは、東ドイツの具体的な検閲業務を歴史的な文脈のなかで調査した。彼女は、フランスの社会学者ピエール・ブルデューのカテゴリーを用いて、いかに大規模な検閲システムとその報酬システムに基づいて、ひとつの社会的な場が成立したのかを研究した。その社会的な場のなかでは、行為者たちはたえず自分の行為と発言によって何を得ることができ、何を失ってしまうのかを思い悩んでいた。同時に、文化的なものを経験する遊戯空間はいつも新たなにその真意が何であるか探りを入れられたのである。

## 新聞雑誌の検閲
定期刊行物（Periodika）は、発行のライセンスを得ることが義務づけられていた。ソ連占領下では、数少ない超党派の新聞（例えば、夕刊エアフルト新聞、または日刊ポツダム新聞）にまで、党の支持が求められた。衛星政党を含んだ翼賛体制によって、SEDは、完全な管理を可能にしており、超党派の新聞は廃刊に追い込まれた。1950年代はじめには、衛星政党と大衆組織がすべての東ドイツの日刊紙を管理していた（この他に日刊紙には、SEDの機関紙『ノイエス・ドイチュラント』が存在したが、SEDの機関紙なので当然SEDの意向を反映している）。
東ドイツの新聞販売所は、新聞と雑誌の販売と配達を独占的に行なっていた。新聞販売所は、販売する新聞と雑誌のリストを統率しており、記録されていなかったり抹消された出版物を、事実上発禁扱いにしていた。1988年11月には、ソ連雑誌「スプートニク」が批判的な記事を多く掲載していたことを理由に、一年間リストから抹消している。ソ連の雑誌さえ発禁にしたことは知識人の反感を買い、翌年の体制崩壊の原因の一つとなった。
中央委員会（いわゆるアジテーション・プロパガンダ部門の「精鋭部隊」）と新聞局は、査定部という、すべての出版物の価値を評価する部署を管轄しており、その機関はメディアとジャーナリズムに対する制裁を規定する土台として用いられた。

## 電子メディア
戦後、SMADの管理下で設立された地方ラジオ放送局（例えば、ベルリン市民放送、中部ドイツ放送、ドレスデン、シュヴェリーン、ハレ、エアフルト、ポツダムなどの地域放送局）は、ソ連軍政府が統制していたベルリン市民放送の管理下に置かれていた。
1949年10月12日に東ドイツ政府は、ラジオ放送の管理を引き継ぎ、1982年に放送局を一元化した。SED中央委員会アジテーションとプロパガンダ部門は、中央放送事業を管轄し、ラジオ中継の放送を独占した。1968年9月4日には、ラジオとテレビが区分され、それぞれのメディアには東ドイツ評議会からそれぞれ委員会が割り当てられた。それら二つの委員会は、国営ラジオ放送委員会と、国営テレビ放送委員会であったが、例にもれずSEDの管理下にあった。

東ドイツにおける西ドイツ・第一ドイツテレビ(ARD)の視聴可能地域（灰色）、黒い部分が受信不能地域で「無知者の谷(Tal der Ahnungslosen)」と呼ばれた。赤い四角は西ドイツ側の電波送信所

東ドイツの人々はラジオ・テレビ番組を西側から受信できる状態にあったので、電気メディアの検閲は、ほとんど効果を持たなかった。西ドイツの第1ドイツテレビ(ARD)・第2ドイツテレビ(ZDF)といった西側のテレビの情報が住民たちにとって重要な役割を持つ以前から、西側のラジオ放送局RIAS（独: Rundfunk im amerikanischen Sektor）のような東ドイツ指導部の情報独占体制を打ち破るラジオ放送局が存在していた。政府はジャミングをかけて中波帯（300kHz – 3MHz）の周波数の受信を妨害しようとしたが、西ドイツの放送は超短波帯（30 – 300MHz）の周波数での発信も可能であり、技術的に妨害することができなかった。そのため、東ドイツのほとんどの地域で、受信は問題なく可能であり、住民たちにとっては当り前のことであった。SEDの党員すら「わが国には5チャンネル（東ドイツ国営のドイツ民主共和国テレビ放送の2つのチャンネルと西側のドイツ第1・ドイツ第2・ARD加盟の各地方公共放送の地域放送）ある」というジョークを言う程であり、東ドイツ人の多くは政治的プロパガンダ色の強い自国のテレビニュース番組を信用していなかった。
西側の放送局を利用すれば、一部罰せられた。しかし、1980年代には、西ドイツの番組をより良く受信するためにケーブルネットを建設する市民運動があり、国家は黙認せざるを得なかった。
未検閲情報のフローを妨害するという東ドイツ指導部の試みは、「無知の谷」のように地理的な条件で西側の電波を受信することができなかった東ドイツ北東部と南東部を除いて、西側の放送番組が利用可能であったことによって成功しなかった。
1979年時点で東ドイツ領の80%のエリアで西ドイツのテレビ番組が視聴可能な状態にあった。

## 法的根拠

### 憲法の条文とその現実
1949年版の東ドイツ憲法は、言論と出版の自由を保証していた。
第9条

(1) すべての市民は、すべてに有効な法律の制限内で、自らの意見を自由に公共に発する権利、およびそのために平和的に非武装で集会する権利を有する。この自由は、職務上または労働上の関係によって制限されることはなく、何人もこの権利を行使したものを不当に扱ってはならない。

(2) 出版の検閲は行われない。
1968年版の東ドイツ憲法においては、検閲の概念は全く現れていない。東ドイツ憲法第27条はあらゆる市民に、自らの意見を自由に発する権利を保証しており、同様に、新聞、テレビ、ラジオの自由も認められていた。
第27条

(1) ドイツ民主共和国のすべての市民は、この憲法の原則にしたがって自らの意見を自由に発言する権利を有する。この権利は、職務上または労働上の関係によって制限されることはなく、何人もこの権利を行使したものを不当に扱ってはならない。

(2) 新聞、ラジオ、テレビの自由は保証されている。
検閲の概念は、明確な規定によって東ドイツ憲法の様々なヴァージョンのなかでもタブー化されていた。それにも関わらず、大規模な検閲機関がいくつも設立され、執行機関は、行政、党、シュタージ、および地域ごと監視対象の分野ごとに細分化された。
1968年の憲法第18条には、検閲の法的根拠が見られる。
第18条

(1) 社会主義的な国民文化は、社会主義的社会の根本である。ドイツ民主共和国は、平和、ヒューマニズム、社会主義的な人間共同体の発展に貢献する社会主義的文化を促進し支持する。ドイツ民主共和国は、心理的に戦争へと駆り立て、人間の尊厳を軽んじる帝国主義的な非文化と戦う。社会主義的社会は、活動的な人々の文化的な生活を促進し、国民的な文化遺産と世界的文化を備えたヒューマニズム的な価値のすべてを育成し、全国民の理想として社会主義的な国民文化を発展させる。

(2) 芸術の促進、芸術的な関心、すべての活動的な人々の能力、芸術作品の普及と発揮は、国家とすべての社会的な構成員の使命である。芸術的な創作は、文化の創造を国民生活と密接に結びつけることに基づく。
SEDのパースペクティブからは、文化を内容的・形式的に形成すること、発展させることが政治的課題であった。このパースペクティブから、婉曲なかたちでの検閲が促進された。

#### 検閲の変化
ローラ・ブラッドレーは、2010年から始めた調査の中で、検閲が、戦後まもなくのあいだ、非ナチ化の一部として受け入れられていたことを指摘した。1949年の憲法ではその要求は回りくどいかたちで留保されていたが、綿密に守られた言語規則によって、さらなる検閲が積極的な「支援」として表現された。「検閲」や「発禁」のような概念は、体系的に除外されていて、公式なコードに置き換えられていた。婉曲的な言い回しは計画経済の言い回しから来ており、国家的な文化への干渉は、「計画」、「統率」、「統制」、「公演の予定作成」、「党に合った指導」と表現された。ブラッドレーによれば、他の偽装言語は、軍隊用語に由来している。事前検閲は「許可申請」、検閲命令は「訓令」、公演禁止は「運営措置」となった。SEDと検閲官は、「イデオロギー上の精製プロセス」、「我慢強い信条」、「援助」、「支援」、「自己批判」のような概念を使って業務を遂行することによって、自らを文化の支援者か、教育者であるかのようなスタイルを築き上げた。
党の言葉遣いは、自分たちが忍耐強くて何でも知っているということを表していた。しかし劇作家や演出家に対する言葉遣いには、彼らが充分な知恵も洞察力も不足していて、注意深い助言者を必要としていて、たくさんのことを学ばなければならないであろう、神経質なティーン・エイジャーであったかのように表れていた。

――Laura Bradley: Cooperation and Conflict, S.13

### 刑法
東ドイツの刑法は、検閲を実行するための用いられる一連の法規範を利用することができた。
いかようにでも解釈できるような「ゴム条項」106は、「反逆的扇動」と「ブルジョワ的イデオロギーのためにメディアを誤用すること」を処罰した。
第219項「非合法的なコネクションの開始」によって、西側の新聞や雑誌の資産と譲渡を処罰することができた。
第220項「国家の中傷」は、国家の機関とその構成員を中傷だけでなく、「笑いネタ」にすることからも保護した。
第245項、第246項「機密漏洩」は、東ドイツの状況を示す情報の西側メディアへの転用を処罰するために利用された。

### 著作権
東ドイツの作家たちが検閲を回避して自分の作品を西側諸国で出版するのを妨害するために、「著作権管理局による著作権の保護条例」が制定された。西側での出版には、著作権管理局の許可が義務づけられた。

## 検閲回避の試み
検閲の結果は、（非合法な）対抗的言論空間を作ろうという動きにもつながった。小さな教会冊子や、とくにサミズダートと言われる地下出版の雑誌が印刷された。しかしこれらの冊子はローカルな場所での影響以外には、大きな効果は挙げられなかった。